# Kakuro

Un careu de Kakuro de nivel mediu.

Kakuro este un joc de logică de tip puzzle apărut în anul 1966, ce are ca scop divertismentul persoanelor interesate de sudoku sau alte jocuri care au la bază regulile acestuia (Sudoku Killer, Sudoku City, Sudoku 16X16, Samurai Sudoku).

## Reguli
Numerele indicate în colțuri prezintă suma cifrelor dintr-o coloană. De exemplu, în figura alăturată, „23” indică faptul că numerele din cele trei pătrate asociate numărului 23, trebuie însumate să aibă valoarea dată. Acestea se completează cu numere de la 1 la 9 care nu trebuie repetate pe o coloană continuă (Exemplu 23=6+8+9).